# Lomaria krebsii
Lomaria krebsii là một loài dương xỉ trong họ Blechnaceae. Loài này được J.Sm. mô tả khoa học đầu tiên năm 1875.
Danh pháp khoa học của loài này chưa được làm sáng tỏ. 